# Hanna Hirsch
Hanna Hirsch (– nach 1956) war eine deutsche Filmregisseurin und Filmproduzentin.

## Leben und Wirken
Hanna Hirsch drehte seit 1951 einige Dokumentarfilme, die meisten waren Lehrfilme. Sie war eine der ersten weiblichen Filmregisseure in der jungen Bundesrepublik.
Ihr Dokumentarfilm Mein Freund wird Bergmann (1951) wurde auf der 2. Berlinale 1952 gezeigt.
1954 und 1955 hatte sie eine eigene Filmproduktion Hanna Hirsch. Weitere Angaben zu ihrer Person sind nicht bekannt.

## Filmografie
Regie
- 1951 Backen nach Grundrezepten, 3 Teile, auch Drehbuch und Montage
- 1951 Mein Freund wird Bergmann, mit E. K. Beltzig, Eka-Filmproduktion, auch Montage, 1952 auf der Berlinale und auf der 1. Mannheimer Kultur- und Dokumentarfilmwoche gezeigt.[1]

- 1952 Flaschenernährung des Säuglings
- 1954 Der schön gedeckte Tisch, auch Drehbuch
- 1954 Wölfchen badet , auch Produktion
- 1954  Der genießerische Junggeselle,
- 1954 Waschen von Feinwäsche , auch Drehbuch und Produktion
- 1955 Süße Nachspeisen, auch Drehbuch
- 1955 Entspanntes Wasser zum Spülen und Putzen, auch Produktion
- 1956 Kochen